# صالح بوالشعور
بلدية صالح بوالشعور هي إحدى بلديات ولاية سكيكدة بدائرة الحروش في الجزء الشمالي الشرقي من الجزائر.

## الموقع
تقع البلدية على مسافة 25km جنوب مدينة سكيكدة على الضفة اليسرى لواد الصفصاف يحدها شمالا بلدية رمضان جمال وشرقا بلدية الغدير جنوبا وغربا بلدية مزاد دشيش وجنوبا بلدية الحروش وتعتبر من أهم البلديات في الولاية لوقوعها في مفترق الطرق وسط الولاية مما جعلها ذات أهمية استراتيجية وهمزة وصل بين البلديات.
كما أنها من أهم البلديات على مستوى الشرق الجزائري بحكم وجود سوق الجملة للخضر والفواكه الذي يقصده التجار والباعة من كل الولايات المجاورة.

## البلدية إبان ثورة التحرير
في بداية الاحتلال الفرنسي للجزائر كانت المنطقة (القرية) عبارة عن -دوار- صغير يضم بضعة عائلات تعرف باسم قرية دير علي تبعد عن مدينة Philippeville (سكيكدة حاليا) ببضعة كيلومترات ولأهميتها الاستراتيجية تم إصدار مرسوم ملكي في 16 نوفمبر1847 لإقامة مستوطنة فرنسية للعائلات الأوروبية تحت مسمى قرية Gastonville وبقيت تحمل هذه التسمية حتى الاستقلال حيث استبدل اسم البلدية من Gaston Ville «گاسطون فيل» إلــــى صـــــالـح بــوالـــــشـعـور.
و مند 1964 والبلدية تحمل اسم الشهيد صالح بو الشعور وهو أحد رجال المنطقة ولد في 26 أكتوبر 1933 في فج «الظهيرة» في الجنوب الشرقي لقرية "Gastonville". التحق بجيش التحرير الوطني في سنة 1955، استشهد سنة 1962 في ضواحي عــزابة مع ستة من المجاهدين الآخرين.

## قرى واحياء البلدية
تعتبر البلدية مترامية الأطراف حيث نجد أن هناك عدة قرى تابعة لها إداريا مثل:
قرية جبل مكسن
قرية سحقي أحمد
قرية واد القصب
قرية السيايرة
قرية شادي
قرية المشتة 
...الخ

## الرياضة في البلدية
كانت الرياضة في البلدية تعرف تطورا كبيرا خاصة خلال فترة السبعينات والثمانينات لكن العشرية السوداء أدت إلى تدهورها والآن بدأت في العودة تدريجيا إلى المستوى بفضل الإطارات الرياضية عالية المستوى الساكنين بها (دبلومات دولة، ودبلومات عالمية)، لكن مازالت تعاني من عدم وجود منشآت رياضية بها خاصة قاعات الرياضة والملاعب المعشبة، ما عدا قاعة رياضات فردية بالبلدية.